# Монте Фицрой
Монте Фицро́й (Cerro Fitzroy, Cerro Chaltel, Chaltén, Monte Fitz Roy) e връх в Патагония, Южна Америка, разположен на границата между Аржентина и Чили.